# Salomonøerne ved OL
Salomonøerne deltog første gang i olympiske lege under Sommer-OL 1984 i Los Angeles, og har siden deltaget i samtlige efterfølgende sommerlege. De har aldrig deltaget i vinterlege. Salomonøerne har aldrig vundet nogen medalje.
Øerne har særligt deltaget i løbekonkurrencer.

## Medaljeoversigt
| Salomonøernes medaljer under de olympiske sommerlege | Salomonøernes medaljer under de olympiske sommerlege | Salomonøernes medaljer under de olympiske sommerlege | Salomonøernes medaljer under de olympiske sommerlege | Salomonøernes medaljer under de olympiske sommerlege | Salomonøernes medaljer under de olympiske sommerlege |
| ---------------------------------------------------- | ---------------------------------------------------- | ---------------------------------------------------- | ---------------------------------------------------- | ---------------------------------------------------- | ---------------------------------------------------- |
| Lege                                                 | Guld                                                 | Sølv                                                 | Bronze                                               | Totalt                                               | Rang                                                 |
| 1984 Los Angeles                                     | 0                                                    | 0                                                    | 0                                                    | 0                                                    | –                                                    |
| 1988 Seoul                                           | 0                                                    | 0                                                    | 0                                                    | 0                                                    | –                                                    |
| 1992 Barcelona                                       | 0                                                    | 0                                                    | 0                                                    | 0                                                    | –                                                    |
| 1996 Atlanta                                         | 0                                                    | 0                                                    | 0                                                    | 0                                                    | –                                                    |
| 2000 Sydney                                          | 0                                                    | 0                                                    | 0                                                    | 0                                                    | –                                                    |
| 2004 Athen                                           | 0                                                    | 0                                                    | 0                                                    | 0                                                    | –                                                    |
| 2008 Beijing                                         | 0                                                    | 0                                                    | 0                                                    | 0                                                    | –                                                    |
| 2012 London                                          | 0                                                    | 0                                                    | 0                                                    | 0                                                    | –                                                    |
| 2016 Rio de Janeiro                                  | 0                                                    | 0                                                    | 0                                                    | 0                                                    | –                                                    |
| 2020 Tokyo                                           |                                                      |                                                      |                                                      |                                                      |                                                      |
| Totalt                                               | 0                                                    | 0                                                    | 0                                                    | 0                                                    |                                                      |